# Carus-Verlag
Carus-Verlag GmbH & Co KG  ist ein Musikverlag mit Sitz in Leinfelden-Echterdingen bei Stuttgart. Der Verlag ist einer der weltweit größten Anbieter von Vokalmusik und wurde 1972 gegründet. Neben Notenausgaben werden unter dem Label Carus auch CDs sowie Bücher verlegt.

## Geschichte
Der Verlag ist im Bereich der sogenannten E-Musik ein führender deutscher Musikverlag. Er wurde 1972 in Stuttgart von Günter Graulich und Waltraud Graulich gegründet. Die Gründungsidee lag in der Erschließung von geistlichen Vokalwerken, die nicht oder nur in unzureichenden Notenausgaben zugänglich waren. Im Lauf der Zeit konnte der Verlag sich ständig vergrößern und sein Verlagsprogramm erweitern. 1992 wurde der klassische Notenbereich des Hänssler-Verlags übernommen. Heute ist der Verlag mit ca. 50 Mitarbeitern und rund 30.000 Chorwerken im Programm einer der größten Anbieter im Bereich Vokalmusik. 2003 gab Günter Graulich die Geschäftsführung des Verlags an seinen Sohn Johannes ab. Seit 2018 ist Ester Petri weitere Geschäftsführerin und Iris Pfeiffer Prokuristin. Im Juni 2022 feierte der Verlag sein 50. Gründungsjubiläum mit einem Festkonzert und einem Podiumsgespräch, u. a. mit dem ehemaligen Bundespräsidenten Christian Wulff.

## Verlagsprogramm
Die Notenausgaben des Verlags, die in Zusammenarbeit mit führenden Musikwissenschaftlern entstehen (z. B. Bach-Archiv Leipzig, Max-Reger-Institut Karlsruhe), entsprechen sowohl wissenschaftlichen als auch musikpraktischen Ansprüchen. Im Zentrum des Verlagsprogramms stehen die „Stuttgarter Ausgaben“ mit Werken von Heinrich Schütz, Johann Sebastian Bach, der Bach-Familie, Johannes Brahms, Joseph Haydn und Michael Haydn, Wolfgang Amadeus Mozart, Felix Mendelssohn Bartholdy und Franz Schubert. Seit 2011 ist Uwe Wolf (Musikwissenschaftler) Cheflektor des Verlages.
Im Reformationsgedenkjahr 2017 hat der Verlag sein Editionsprojekt „Bach vocal“ in Kooperation mit dem Bach-Archiv Leipzig abgeschlossen und das gesamte geistliche Vokalwerk von Johann Sebastian Bach innerhalb der „Stuttgarter Bach-Ausgabe“ vollständig vorgelegt. Die Gesamtausgabe des Liechtensteiner Komponisten Josef Gabriel Rheinberger wurde im Jahr 2009 mit über 50 Bänden abgeschlossen. Gemeinsam mit dem „Centro Studi Giacomo Puccini“ in Lucca arbeitet Carus mit anderen Verlagen an der Edizione Nazionale delle Opere di Giacomo Puccini. Anfang Dezember 2018 wurde im Rahmen der Ausgabe erstmals Puccinis gesamtes Orgelwerk vorgelegt.
Neben diesen Verlagsschwerpunkten finden sich aber auch eher unbekannte Komponisten von der Renaissance bis zur Gegenwart im Programm, die in zahlreichen Erstausgaben verlegt sind. Zudem werden Chorsammlungen bzw. Chorbücher angeboten, mit denen das Angebot für Chöre jeder Art abgerundet wird.
Das Verlagsprogramm umfasst neben geistlicher Musik viele Ausgaben im Bereich Instrumentalmusik und Kinderchor sowie Schulwerke und Musikbücher. Viele der im Notenprogramm verlegten Werke sind im verlagseigenen Label Carus auf CD erschienen. Auch hier liegt ein Schwerpunkt auf musikalischen Raritäten, zu denen bislang keine Einspielungen vorlagen. Unter den Interpreten und Ensembles finden sich z. B. Dresdner Kreuzchor, Freiburger Barockorchester, Kammerchor Stuttgart, Frieder Bernius und Hans-Christoph Rademann.
2009 hat der Verlag gemeinsam mit SWR2 das Liederprojekt, ein Benefizprojekt für das Singen mit Kindern, ins Leben gerufen. Es ist Preisträger im Wettbewerb „365 Orte im Land der Ideen“, der von der Standortinitiative „Deutschland – Land der Ideen“ unter der Schirmherrschaft des Bundespräsidenten durchgeführt wird.
Im Frühjahr 2015 hat Carus mit carus music, der Chor-App, erstmals Chorsängern eine App zur effektiven Probenvorbereitung an die Hand gegeben.
Seit Bestehen des Verlages erhielt der Verlag für seine Notenausgaben und seine CD-Einspielungen viele wichtige Preise und Auszeichnungen: Deutscher Musikeditionspreis, Preis der deutschen Schallplattenkritik, Editor's choice gramophone, Choc de la musique etc. Für die Veröffentlichung und Verbreitung der Werke Georg Philipp Telemanns erhielt der Verlag 2009 den Georg-Philipp-Telemann-Preis. Im Schütz-Gedenkjahr 2022 erhielt der Carus-Verlag zusammen mit dem Bärenreiter-Verlag den Internationalen Heinrich-Schütz-Preis für seine Verdienste um Pflege und Verbreitung des Erbes des barocken Komponisten.